# Georg Friedrich Kaulfuss
Georg Friedrich Kaulfuss, född 8 april 1786, död 9 december 1830, var professor vid Halle. Han beskrev pteridofyterna  som samlades av Adalbert von Chamisso och uppkallade ormbunken Cibotium chamissoi efter honom. Släktet Kaulfussia namnges efter Kaulfuss.